# 二乙酸碘苯
二乙酸碘苯（PIDA）是化学式C
6H
5I(OCOCH
3)
2的超价碘化合物，在有机化学中用作氧化剂。

## 制备
二乙酸碘苯最早是由康拉德·威尔格罗德于1892年通过碘苯和乙酸与过氧乙酸的混合物反应而成的：
C6H5I   +   CH3CO3H   +   CH3CO2H   →   C6H5I(O2CCH3)2   +   H2O
PIDA也可以由亚碘酰苯和冰醋酸反应而成：
C6H5IO   +   2 CH3CO2H   →   C6H5I(O2CCH3)2   +   H2O
二乙酸碘苯最近的合成方式是直接由碘、乙酸和苯再加上作为氧化剂的过硼酸钠或过二硫酸钾一起反应而成：
C6H6   +   I2   +   2 CH3CO2H   +   K2S2O8   →   C6H5I(O2CCH3)2   +   KI   +   H2SO4   +   KHSO4

## 结构
PIDA分子是超价分子，它的碘原子形成了三个共价键。这个分子呈T形分子构型，其中苯基占据水平位置，而乙酰氧基占据轴向位置，C-I-O键角低于90°。二乙酸碘苯的晶体结构是正交晶系，空间群 Pnn2。

## 反应
PIDA可通过乙酰氧基的取代反应制备结构相似的试剂。举个例子，它在三氟乙酸中加热反应，可以得到二(三氟乙酸)碘苯（PIFA）：
产物PIFA则可以使酰胺在弱酸性环境，而不是以前需要的强碱性环境下发生霍夫曼降解反应。N-保护的天冬酰胺可以用PIDA脱羰，这可用于合成β-氨基-L-丙氨酸衍生物。
PIDA也可用于Suárez氧化反应中，这个反应可以把醇光解成环醚。这个反应被用于数个全合成中，如(−)-majucin、(−)-Jiadifenoxolane A和cephanolide A的全合成。